# Lago Maurepas
El lago Maurepas es un lago de agua salada localizado en el sureste de Luisiana. Tiene conexión con el lago Pontchartrain a través del paso Manchac, un estrecho brazo de agua.
Este lago fue bautizado así en honor a Jean-Frédéric Phélypeaux, conde de Maurepas, un estadista francés del siglo XVII y consejero del rey Luis XVI. Jean-Frédéric era hijo de Louis Phélypeaux, conde de Pontchartrain, en memoria de quien fue nombrado el cercano lago Pontchartrain.
- Datos: Q3215050
- Multimedia: Lake Maurepas / Q3215050